# Eretmophorus kleinenbergi
L'eretmoforo (Eretmophorus kleinenbergi) è un pesce abissale della famiglia Moridae dell'ordine Gadiformes.

## Distribuzione ed habitat
Endemico del mar Mediterraneo, nei mari d'Italia è rarissimo. È stato catturato a Napoli, nello stretto di Messina e nel mar Ligure.

Si crede che viva in profondità e faccia vita pelagica.

## Descrizione
Questo pesce ha un aspetto stranissimo ed inconfondibile. Il corpo è abbastanza tozzo nella parte anteriore ma si va assottigliandosi ed all'altezza del peduncolo caudale è molto stretto. Il ventre è prominente con una strana sporgenza di forma più o meno triangolare. La pinna dorsale è unica, lunga, di altezza uniforme. con un lobo anteriore che può sembrare una pinna separata. La pinna anale è simmetrica alla dorsale. La pinna caudale è piccola mentre le pinne pettorali sono ampie. Le pinne ventrali sono molto grandi ed hanno dei raggi liberi allungatissimi, di cui due per parte portano all'estremità un'espansione membranosa a forma di remo.

Il colore è rosa arancio con bande verticali rossastre che si estendono sulle pinne anale e dorsale.

Non supera i 10 cm.

## Biologia
Della biologia di questa specie non si sa nulla. Si sono fatte numerose ipotesi tra cui che si tratti di una forma giovanile di un altro gadiforme ancora ignoto.

## Tassonomia
Questa specie ed il'Rhynchogadus hepaticus furono attribuiti alla famiglia Eretmophoridae attualmente inclusa tra i Moridae.